# Wolfgang Michalski
Pour les articles homonymes, voir Michalski.
 (avril 2021).
Wolfgang Michalski est un économiste qui a publié 10 ouvrages et plus de 100 articles sur la prospective économique, sociale et technologique ainsi que sur les politiques portant sur la croissance économique, l'ajustement structurel et le commerce international.
- Docteur en Économie (1964)
- Agrégation de l'Université (1970)
- Vice-Président exécutif et Directeur de la Recherche de l'Institut pour la recherche économique de Hambourg (1965-1970), Allemagne
- Président du Conseil d'Administration de l'Institut de Recherche sur la technologie et l'économie (1970-1976)
- Professeur d'Économie, Université de Hambourg (depuis 1974)
- Directeur adjoint du Projet de l'OCDE Interfuturs (1976-1979)
- Directeur de l'Unité Consultative auprès du Secrétaire général (depuis 1979)
- Fondateur et Directeur du Programme de l'OCDE sur l'Avenir (1990-2005).
- Il est aussi membre du Conseil d’administration du Club des Vigilants.